# Осада Мадраса
Осада Мадраса (англ. Siege of Madras) — осада французскими войсками британского Мадраса в рамках Семилетней войны в декабре 1758 года — феврале 1759 года. Британский гарнизон выдержал осаду, и неудача во взятии города стала огромным разочарованием для французов и серьёзным ударом по их военным планам.

## Предыстория
Англия и Франция боролись за господство в Индии в течение многих лет. В 1746 году в рамках войны за австрийское наследство французы захватили Мадрас, но вернули его британцам в 1748 году. В 1757 году Британия укрепила свои позиции в регионе после нескольких побед Роберта Клайва. В 1758 году французские подкрепления под командованием графа де Лалли прибыли в Пондичерри и приступили к расширению зоны французского влияния на Коромандельском побережье, в частности, захватив Форт Сент-Дэвид. Это вызвало тревогу у британцев — большая часть их войск в то время находилась с Клайвом в Бенгалии. Лалли был готов ударить по Мадрасу в июне 1758 года, но ему не хватило денег, и для пополнения ресурсов он неудачно атаковал Танджавур. В декабре, сдержанные сезоном дождей, французы начали свое наступление на Мадрас. Задержка позволила британцам подготовиться к обороне и собрать из ближайших форпостов гарнизон — почти 4000 военнослужащих.

## Осада

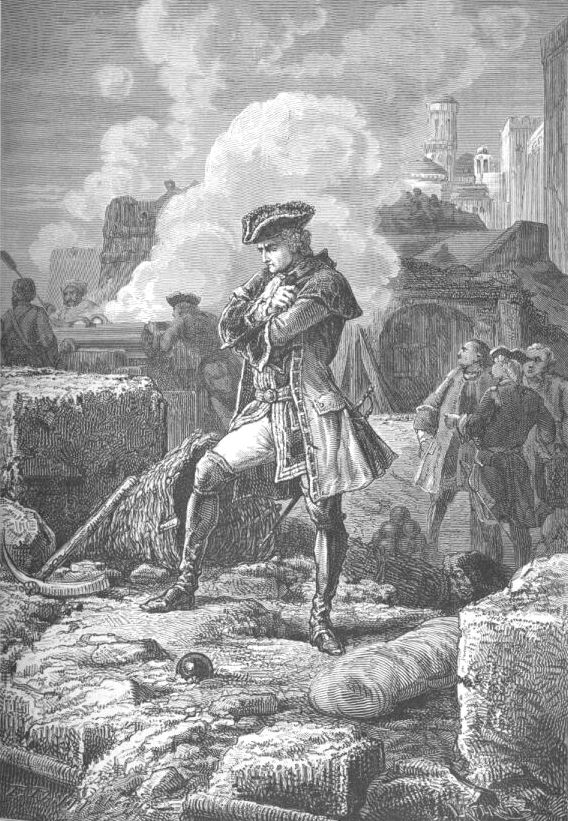
Французский командующий граф де Лалли во время более поздней осады Пондичерри.

### Первые столкновения
Мадрас в 1758 году был разделен на две части: неукрепленный «Черный город», где проживало местное население, и «Белый город», где проживало европейское население, под защитой Форта Сент-Джордж. 14 декабря французские войска вошли в «Черный город», не встретив сопротивления, и стали грабить дома. 600 британцев во главе с полковником Уильямом Дрейпером осуществили вылазку и атаковали рассеявшихся по городу французов. Кровавый уличный бой обернулся не менее чем 300 убитыми с каждой стороны, прежде чем Дрейпер увел своих солдат обратно в форт. Неясность дальнейших действий негативно сказалась на боевой духе французов. Два французских командующих — Лалли и маркиз Бюсси-Кастельно — начали спорить между собой по поводу того, кто был виноват в неспособности отразить вылазку Дрейпера. Лалли прилюдно яростно критиковал Бюсси, но не имел полномочий сместить его с должности второго командира.

### Начало бомбардировки
Французы заняли позиции вокруг города и были готовы осаждать Форт Сент-Джордж, но не могли открыть огонь, так как все ещё ждали подвоза артиллерийских боеприпасов, которые были закуплены для крупных осадных орудий. В течение трех недель пушки простояли без дела, пока 2 января 1759 года не начали наконец обстреливать крепость. Несмотря на интенсивную пятидневную бомбардировку, а также несколько пехотных атак, французам не удалось прорваться в крепость. Под стеной была взорвана мина, но это не сказалось на обороне форта.
Французский боевой дух продолжал падать от постоянных неудач в попытках прорыва обороны. Росло недовольство среди офицеров, особенно сипаев: 150 сипаев даже перешли на сторону гарнизона. Одновременно пути снабжения французов атаковали сипаи по командованием Мухаммеда Юсуф-хана. Лалли удалось отбить атаку, но его тылы оставались уязвимыми.

### Основная атака

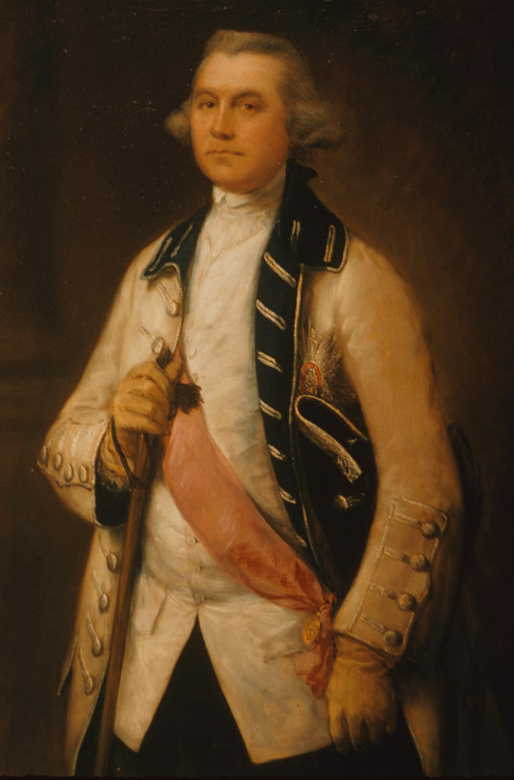
Полковник Уильям Дрейпер.

После нескольких недель тяжелой бомбардировки французы наконец начали продвигаться к линии обороны города. Главный бастион был уничтожен, и пролом в стене открыл возможность для штурма. Бомбардировка нанесла значительный ущерб городу, большинство домов были разрушены снарядами.
30 января фрегат ВМС Великобритании прорвал французскую блокаду и привез определённую сумму денег и подкрепления в Мадрас. Лалли стало известно о том, что британский флот под командованием адмирала Джорджа Покока движется с севера на помощь Мадрасу, и он решил штурмовать город, прежде чем Покок прибудет. Он созвал военный совет, на котором было решено начать интенсивный обстрел британских орудий, чтобы вывести их из строя.

### Французское отступление
Французам не удалось добиться капитуляции города до подхода британских подкреплений. 16 февраля шесть британских судов с 600 солдатами на борту прибыли в Мадрас. Столкнувшись с этой угрозой, Лалли принял решение снять блокаду и уйти на юг.

## Последствия
Британская победа в Мадрасе заложила основы для британского господства в Индии. Британские войска перешли в наступление в Индии, решительно разгромив французские силы при Вандиваше и захватив Пондичерри. Фактически с этого времени Англия ликвидировала французскую конкуренцию в Индии.